# Григорій (Коханович)
Митрополи́т Григо́рій Кохано́вич (світське ім'я Онуфрій Коханович; пол. Grzegorz Kochanowicz; перед 1750 — 1814, Жидичин) — єпископ Української греко-католицької церкви; з 3 жовтня 1809 — Митрополит Київський — предстоятель Української греко-католицької церкви.

## Життєпис
Григорій Коханович народився у Білорусі, яка на той час входила до складу Речі Посполитої. Вивчав богослів'я, ймовірно, у Вільні. Після висвячення у сан священика (не був василіянином, на відміну від більшості ієрархів греко-католицьких єпархій) обіймав посади крилошанина, віцеофіціала, а згодом офіціала (вікарія) (з 1798 року) у Полоцькій капітулі при архієпископові Іраклію Лісовському. У 1807 році став єпископом Луцьким і Острозьким. У вересні 1808 року отримав дозвіл Апостольського Престолу на кумуляцію єпархій. 1 серпня 1809 року російський імператор Олександр І номінував Кохановича на наступника митрополита Іраклія Лісовського. Обраний митрополитом 3 жовтня 1809 р. Хоча й не був затверджений Апостольською Столицею, з причин труднощів спілкування з Римом (однією з основних причин були тогочасні Наполеонівські війни), 10 січня 1811 р. висвятив у Вільні трьох нових єпископів: Полоцького Івана Красовського, вікарія (суфрагана) митрополії Віленської з титулом єпископа Оршанського Адріяна Головню та вікарія Берестейського (майбутнього єпископа Володимирського) Лева Яворовського. Співсвятителями були два латинські єпископи, єпископ Мінський Якуб Ігнацій Дедерко та єпископ-суфраган Полоцький Кипріян Одинець. У 1809–1810 роках був також єпископом Віленським для русинів унійного обряду. Мав конфлікт з василіянами. Під його керівництвом «Духовна Колегія» в 1810 році заборонила приймати шляхтичів у ряди василіян. Під час вторгнення Наполеона I в Росію василіяни робили спроби зняти Григорія Кохановича з посади, але це не принесло результатів.  
Помер у 1814 році в резиденції луцьких єпископів в Жидичині на Волині. Згідно з його бажанням, висловленим на смертному одрі, адміністрацію митрополичої єпархії доручено полоцькому архієпископові Івану Красовському, а Луцьку єпархію передано тимчасово під управу берестейського єпископа Йосафата Булгака.